# Edinburghfördraget
Edinburghfördraget var ett försök av det Skottlands parlament att 1560 formellt avsluta Auldalliansen.  Maria Stuart vägrade dock att skriva under det, trots kraftiga påtryckningar fram till 1587. Trots detta hade det önskad effekt, då de franska trupperna drog sig tillbaka från Skottland. Därmed kunde Lords of the Congragation i praktiken genomföra reformationen i Skottland.